# Dichagyris nigrescentella
Dichagyris nigrescentella là một loài bướm đêm trong họ Noctuidae.